# Ícaro

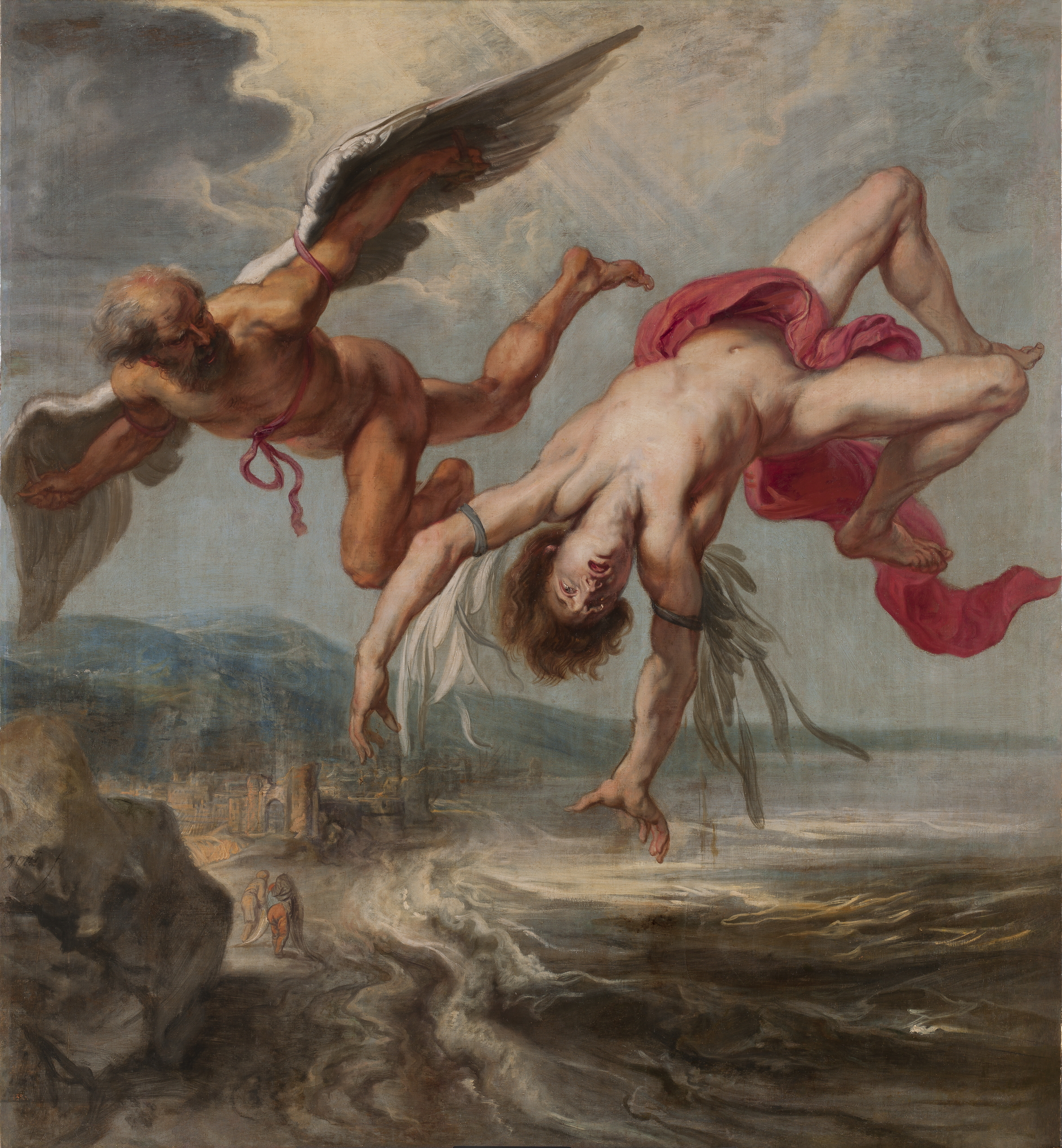
A Queda de Ícaro, de Jacob Peter Gowy (1635–1637)

Na mitologia grega, Ícaro ( /ˈɪkəɹəs/ em grego clássico: Ἴκαρος; romaniz.: Íkaros, pronúncia [ǐːkaros] ) foi o filho do mestre artesão Dédalo, o arquiteto do labirinto de Creta . Depois que Teseu, rei de Atenas e inimigo de Minos, escapou do labirinto, o rei Minos suspeitou que Ícaro e Dédalo haviam revelado os segredos do labirinto e os aprisionaram - seja em uma grande torre com vista para o oceano ou no próprio labirinto, dependendo do relato. Ícaro e Dédalo escaparam usando as asas que Dédalo construiu com penas, fios de cobertores, roupas e cera de abelha . Dédalo alertou Ícaro primeiro sobre a complacência e depois sobre a arrogância, instruindo-o a não voar nem muito baixo nem muito alto, para que a umidade do mar não obstruísse suas asas ou o calor do sol as derretesse. Ícaro ignorou as instruções de Dédalo para não voar muito perto do sol, fazendo com que a cera de abelha em suas asas derretesse. Ícaro caiu do céu e morreu afogado no mar. O mito deu origem à expressão “ voar muito perto do sol ”
Em algumas versões da história, Dédalo e Ícaro escapam de barco.

## A lenda

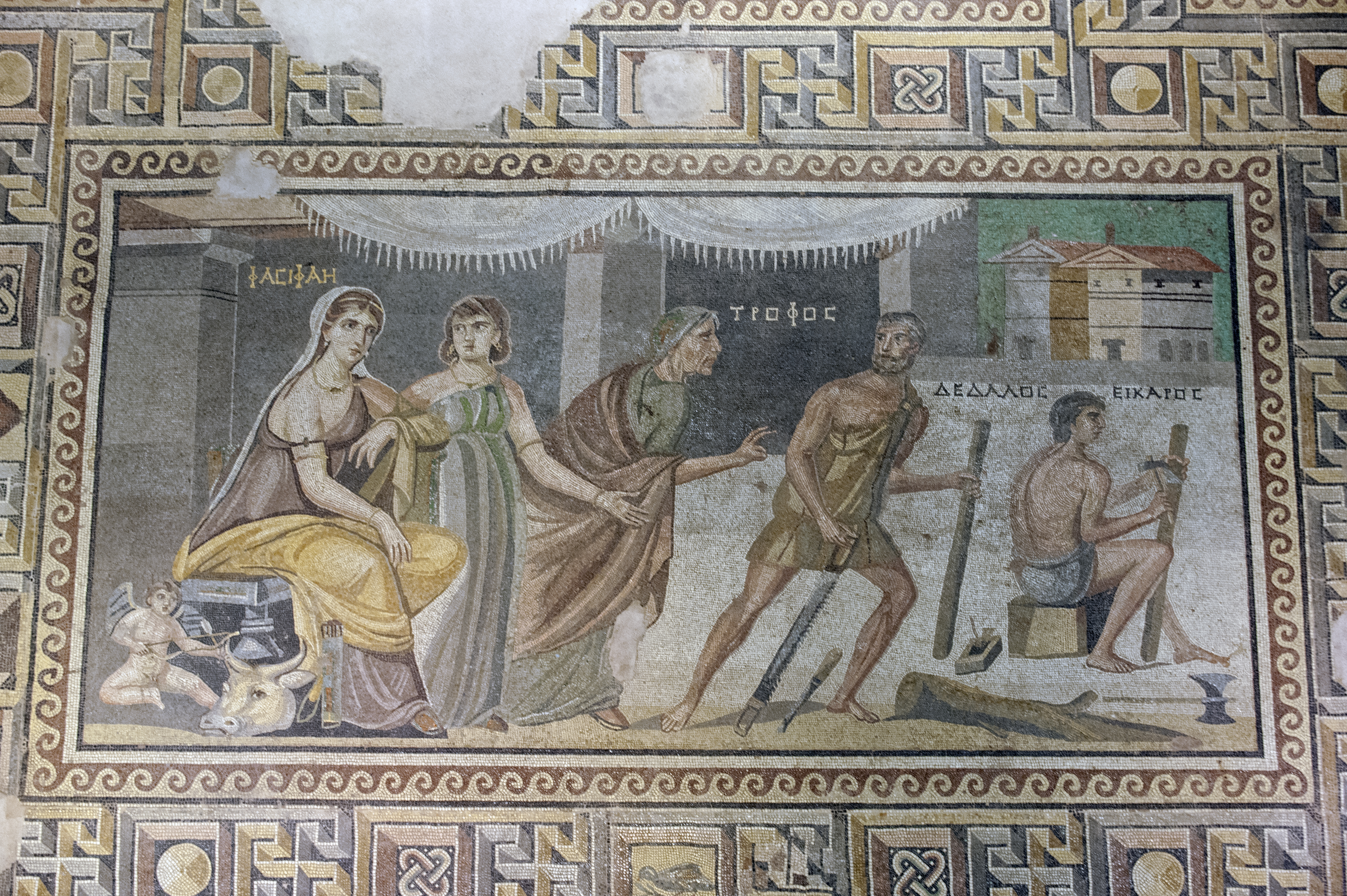
Dédalo, Ícaro, Rainha Pasífae e dois de seus acompanhantes em um mosaico romano de Zeugma, Commagene

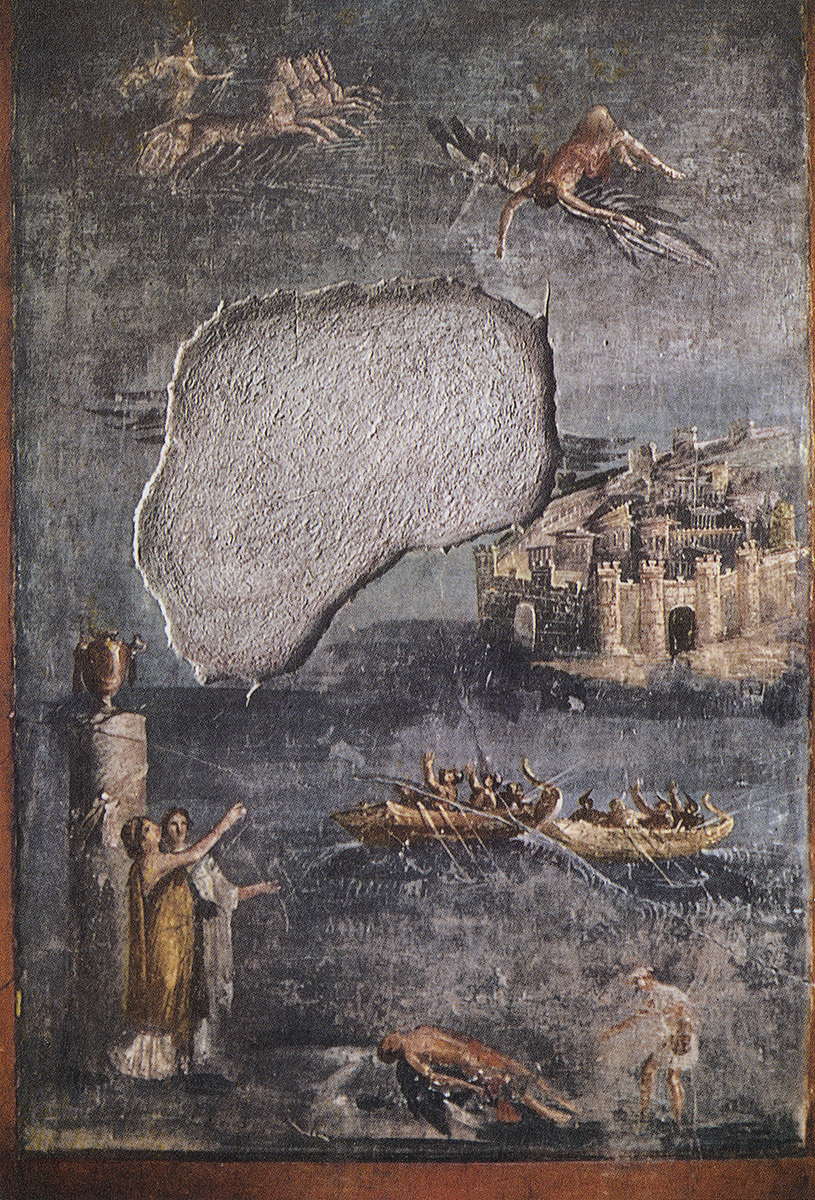
A Queda de Ícaro. Afresco antigo de Pompéia, 40-79 d.C.

O pai de Ícaro, Dédalo, um mestre-artesão ateniense muito talentoso, construiu um labirinto para o rei Minos de Creta perto de seu palácio em Cnossos para aprisionar o Minotauro, um monstro meio homem, meio touro, nascido de um relacionamento de sua esposa com o touro cretense. Minos aprisionou o próprio Dédalo no labirinto, porque acreditava que Dédalo dera à filha de Minos, Ariadne, um punho (ou novelo de barbante) que ajudou Teseu a escapar do labirinto após derrotar o Minotauro.

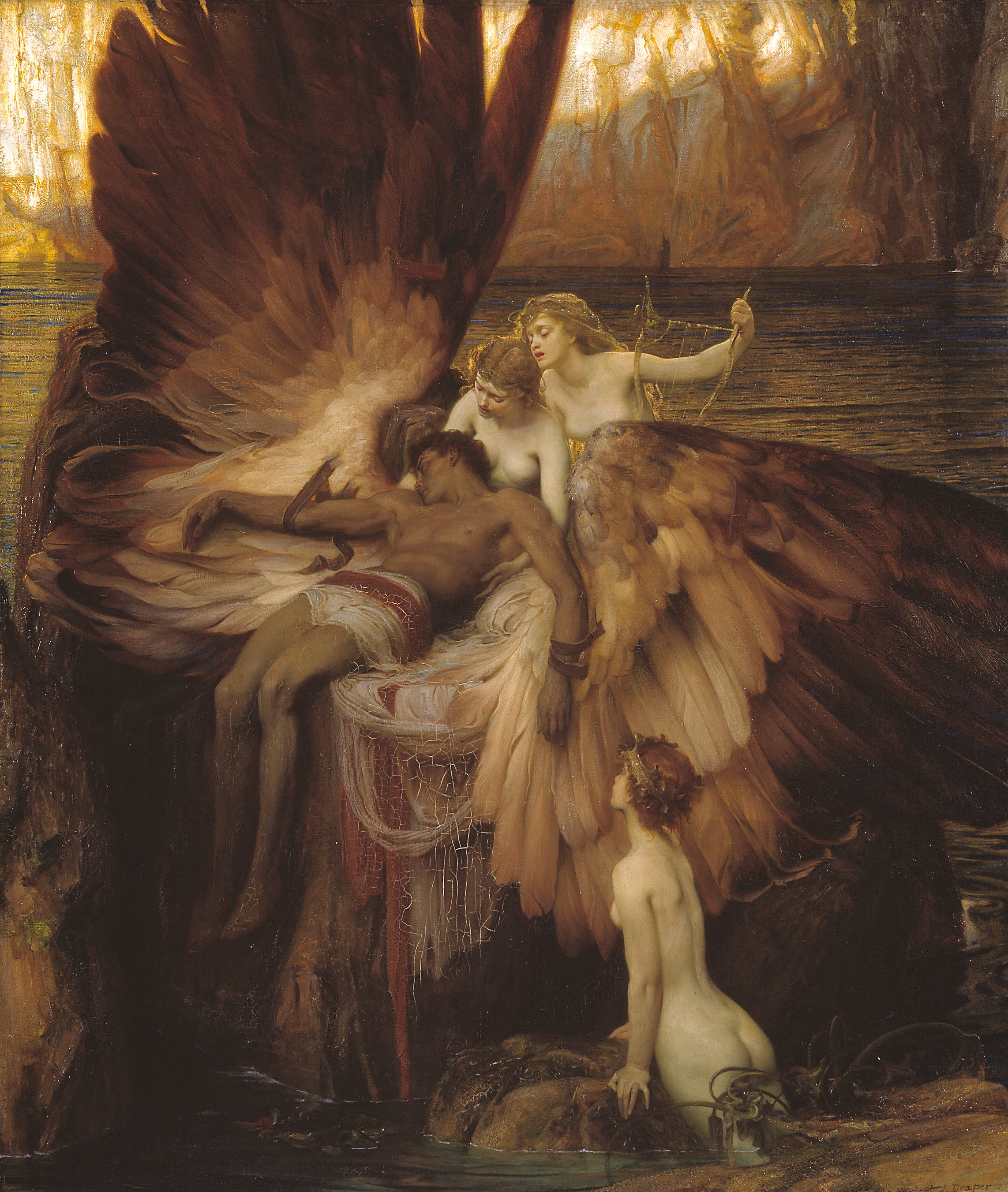
O Lamento por Ícaro (1898) por HJ Draper

Dédalo fabricou dois pares de asas para ele e seu filho, feitas de penas de metal presas a uma moldura de couro com cera de abelha. Antes de tentar escapar da ilha, Dédalo alertou o filho para seguir sua rota de voo - não voar muito perto do sol ou muito perto do mar -, mas, dominado pela vertigem durante o voo, Ícaro desobedeceu ao pai e subiu mais alto no céu. O calor do sol derreteu a cera de abelha, fazendo com que as asas se quebrassem enquanto ele voava. Ícaro tentou permanecer no ar, mas acabou caindo no mar e se afogou. Dédalo chorou por seu filho e chamou a terra mais próxima de Icária (uma ilha a sudoeste de Samos) em memória dele. Hoje, o suposto local de seu sepultamento na ilha leva o seu nome, e o mar perto de Icária em que se afogou é chamado de Mar Icário . Com muita tristeza, Dédalo foi ao templo de Apolo na Sicília e pendurou suas próprias asas como oferenda para nunca mais tentar voar novamente. De acordo com os escólios de Eurípides, Ícaro se tornou maior que Hélios, o próprio Sol, e o deus o puniu direcionando seus poderosos raios para ele, derretendo a cera de abelha. Depois, foi Hélio quem deu ao Mar Icário o nome de Ícaro.

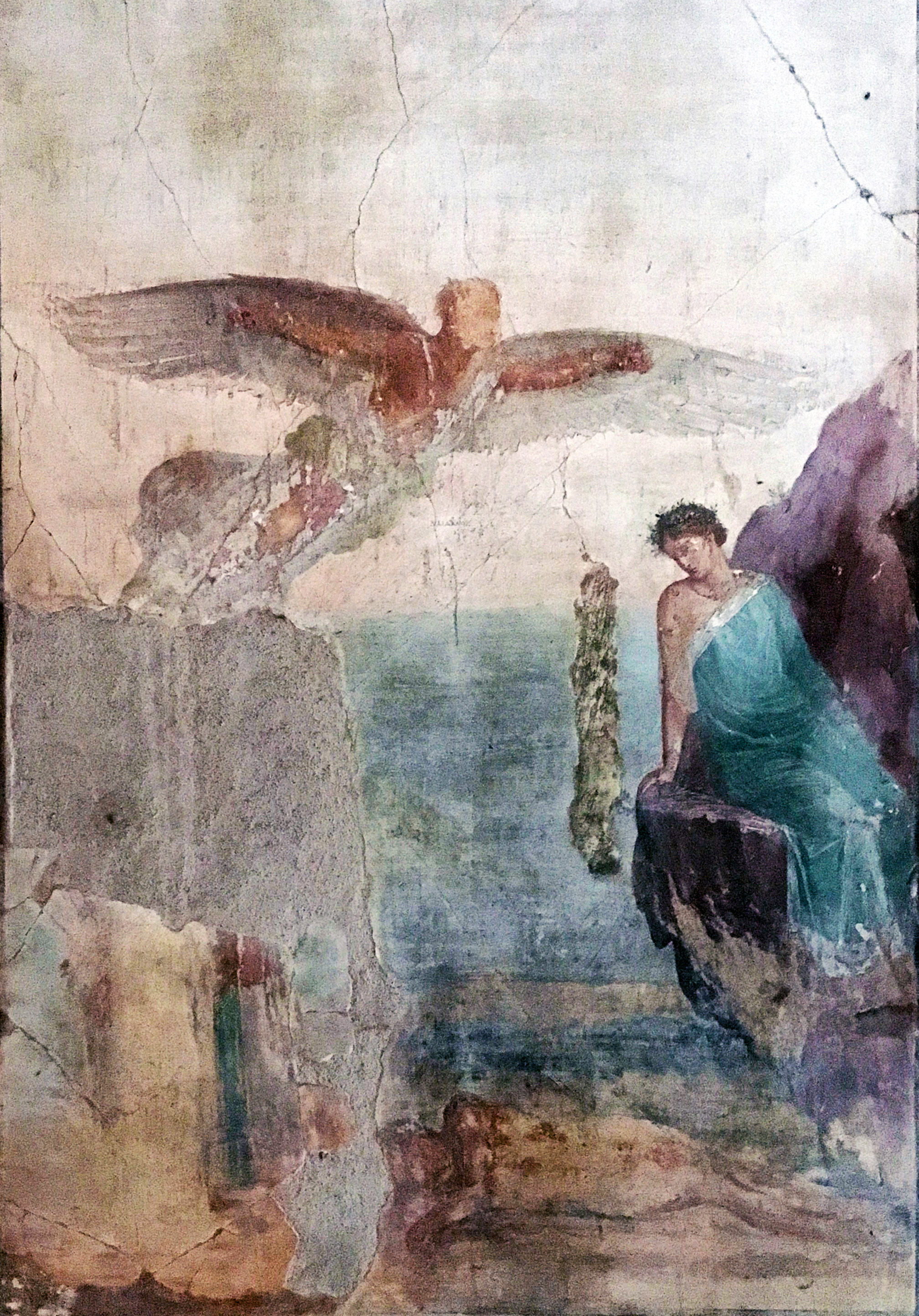
Um afresco em Pompéia representando Dédalo e Ícaro, século I

Os escritores helenísticos fornecem variantes evemerizantes em que a fuga de Creta foi na verdade por barco, fornecido por Pasífae, para o qual Dédalo inventou as primeiras velas, para ultrapassar as galeras perseguidoras de Minos, que Ícaro caiu ao mar a caminho da Sicília e se afogou, e que Héracles ergueu um túmulo para ele.

## Literatura clássica
A fuga de Ícaro foi frequentemente mencionada de passagem pelos poetas gregos e foi brevemente contada em Pseudo-Apolodoro . Os escritores augustos que escreveram sobre isso em latim incluem Higino, que conta em Fabula o caso de amor bovino de Pasífae, filha do Sol, que resultou no nascimento do Minotauro, bem como Ovídio, que conta a história de Ícaro nas Metamorfoses (viii.183-235).

## Literatura medieval, renascentista e moderna
A versão de Ovídio do mito de Ícaro e sua conexão com Phaethon influenciaram a tradição mitológica na literatura inglesa refletida nos escritos de Chaucer, Marlowe, Shakespeare, Milton, e Joyce .
Na iconografia renascentista, o significado de Ícaro depende do contexto: na Fonte de Órion, em Messina, ele é uma das muitas figuras associadas à água; mas também é apresentado no Tribunal de Falências da Câmara Municipal de Amesterdam – onde simboliza a grande ambição. A pintura do século 16 Paisagem com a Queda de Ícaro, ) atribuída a Pieter Bruegel, o Velho, foi a inspiração para dois dos mais notáveis poemas ecfrásticos em língua inglesa do século 20, " Musée des Beaux Arts " de WH Auden e “ Paisagem com a Queda de Ícaro ” de William Carlos Williams . Outros poemas em inglês referentes ao mito de Ícaro são "To a Friend Whose Work Has Come to Triumph", de Anne Sexton ; "Ícaro" de John Updike ; "Ícaro Novamente" de Alan Devenish; "Sra. Ícaro" de Carol Ann Duffy ; "Falhando e Voando" de Jack Gilbert ; "Deveria ter sido inverno", de Nancy Chen Long, " Up like Icarus ", de Mark Antony Owen, "Age 10, 3am", de Sheri Wright, e "Yesterday's Myth", de Jennifer Chang. Embora o mito seja um subtexto importante em todos os livrinhos de poesia da tetralogia Ícaro de Hiromi Yoshida, Ícaro é uma metáfora para jovens modernos problemáticos no romance Icarus: A Young Man in Sahara (1957) do norueguês Axel Jensen . Ele também é tema do romance de 2017, Icarus, de Adam Wing.

## Interpretação

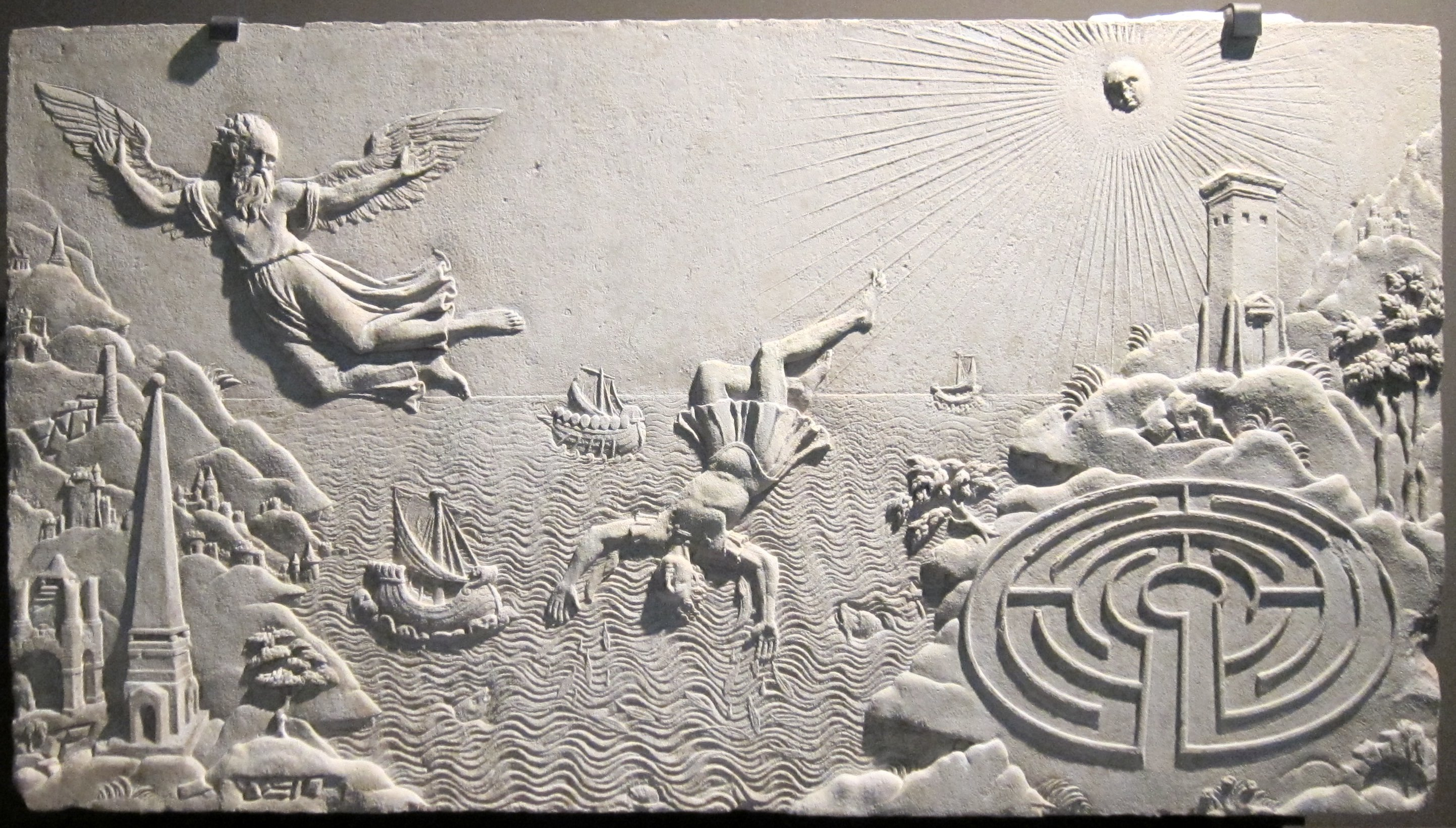
Relevo do século XVII com um labirinto cretense no canto inferior direito (Musée Antoine Vivenel)

A interpretação literária considerou o mito de Ícaro como consequência de uma ambição excessiva. Um estudo do mito de Dédalo relacionado a Ícaro foi publicado pela helenista francesa Françoise Frontisi-Ducroux . Na psicologia, tem havido estudos sintéticos do complexo de Ícaro no que diz respeito à alegada relação entre o fascínio pelo fogo, a enurese, a alta ambição e o Ascensionismo. O termo complexo de Ícaro é definido por NGHIALAGI.net como, "Uma forma de supercompensação em que um indivíduo, devido a sentimentos de inferioridade, formula aspirações grandiosas para realizações futuras, apesar de não ter o talento, experiência e/ou conexões pessoais adequados. Essa pessoa muitas vezes exibe elitismo alimentado pela arrogância e distanciamento da realidade social." Na mente psiquiátrica, as características da doença eram percebidas na forma do êxtase emocional pendular - alto e depressivo - baixo do transtorno bipolar. Henry Murray, tendo proposto o termo complexo de Ícaro, aparentemente encontrou sintomas particularmente na mania, onde uma pessoa gosta de altura, fascinada tanto pelo fogo quanto pela água, narcisista e observada com uma cognição imaginária fantástica ou rebuscada . The Icarus Deception, de 2012, de Seth Godin, aponta para a mudança histórica em como a cultura ocidental propagou e interpretou o mito de Ícaro, argumentando que "Tendemos a esquecer que Ícaro também foi avisado para não voar muito baixo, porque a água do mar arruinaria a sustentação em suas asas. Voar muito baixo é ainda mais perigoso do que voar muito alto, porque parece enganosamente seguro. Cada estudo e análise do mito concorda que Ícaro era ambicioso demais para seu próprio bem.